# František Levý
František Levý (17. listopadu 1844 Rakovník – 27. března 1920 Přerov) byl poštovní úředník a regionální historik zabývající se Rakovnickem a Přerovskem.

## Život a dílo
Pocházel z 11 dětí rakovnického obuvníka. Roku 1862 absolvoval místní reálku a poté studoval dvě léta na české technice v Praze. Tu však nedokončil, vrátil se do Rakovníka, kde pracoval v notářské kanceláři JUDr. P. A. Trojana. Současně pomáhal Františku Hovorkovi uspořádat městský archiv, což později uplatnil při zpracování památek a dějin města. Poté, co prošel telegrafickým kurzem, získal zaměstnání v Krakově a Žitomíru, přičemž se věnoval také krakovským památkám. Pak byl po dvouletém působení v Brně až do odchodu na odpočinek roku 1908 poštovním úředníkem v Přerově, kde se stal i kustodem místního muzea.
Drobné studie publikoval v časopisech Památky archeologické, Historický sborník, Lumír nebo Český Lid. Přispíval také do Ottova slovníku naučného. Samostatně vydal spis Rakovnické pověsti (1886, 1913) a především zásadní dílo Dějiny královského města Rakovníka (1896). Profesor rakovnické reálky a profesionální historik Zikmund Winter je celkově pochválil, ačkoli autorovi vytkl některé chybné pasáže. Na základě bádání v novém působišti František Levý publikoval ještě práci Přerovská Česko-bratrská církev (1909).